# قوشا قشلاق قامباي (قشلاق الشرقي)
قوشا قشلاق قامباي (بالفارسية: قوشا قشلاق قامبای) هي منطقة سكنية تقع في إيران في أردبيل. يقدر عدد سكانها بـ 29 نسمة .